# Díptico de Felipe de Croÿ con la Virgen y el Niño
El Díptico de Felipe de Croÿ con La Virgen y el Niño consta de un par de pequeños paneles de roble pintados al óleo hacia 1460 por el artista primitivo flamenco Rogier van der Weyden. Si bien la autoría y fecha de ambos trabajos no están en duda, se cree pero no ha sido probado que fueron creados como las alas de un díptico devocional que en algún momento posterior fueron separadas. En un inventario de 1629 describiendo las pinturas en posesión de Alejandro de Arenberg, un descendiente de Felipe I de Croÿ (1435–1482) se menciona un díptico cuya descripción se ajusta a esta obra. Ambos han sido aproximadamente datados en 1460 y se conservan en Amberes y San Marino, respectivamente. El reverso del retrato de Croÿ está inscrito con el blasón familiar y el título utilizado por el retratado de 1454 a 1461.
La tabla derecha retrata a Felipe I de Croÿ, chambelán de Felipe el Bueno y conde de Chimay de 1472 hasta su muerte, posiblemente en batalla, en 1482. De Croÿ tendría alrededor de 25 años por el tiempo del retrato, y el estilo de su corte de pelo ha sido utilizado para datar el trabajo. El ala izquierda, hoy en San Marino, muestra a la Virgen y el Niño contra un fondo de oro deudor de los iconos bizantinos.
Van der Weyden subraya la idea de que el panel de la Virgen es una aparición sobrenatural para el donante al dar a su ala un fondo dorado que contrasta bruscamente con el fondo más suave y ordinario de Croÿ. El artista establece además un enlace entre lo humano y lo divino a través de la manera lúdica de mostrar a Cristo. Al igual que en otros dípticos de van der Weyden con la Virgen y el Niño, el pequeño afronta al donante, mientras sus brazos se extienden hacia afuera, casi más allá del límite del panel, como para establecer una conexión con el donante a su izquierda (la derecha para el espectador). La historiadora del arte Martha Wolff sugiere que la implicación de este gesto sea extender la conexión con el espectador real, presumiblemente venerando el díptico -como de Croÿ- antes que a la madre y niño.

## Descripción
Después del nombramiento de van der Weyden como pintor oficial de la ciudad de Bruselas en 1436, se convirtió en un pintor muy solicitado para retratos, tanto profanos como retratos de donante. Mientras los trabajos supervivientes de la mitad de su carrera son principalmente trabajos religiosos solos y trípticos, hacia 1460 su reputación y la demanda de su trabajo fue tal que parece haberse concentrado en las comisiones. Estas tablas se encuentran entre los cuatro dípticos suyos confirmados, donde empareja al comitente frente a una representación de la Virgen y el Niño. En ellos, un comitente masculino a media distancia está representado en el ala derecha, con las manos alzadas y unidas en oración. La Virgen y el Niño siempre se colocan a su derecha (la izquierda del espectador), reflejando la reverencia cristiana por la diestra como el "sitio de honor" junto a la divinidad. De modo parecido, el retrato del donante es siempre puesto ante un fondo liso oscuro, mientras la Virgen y el niño está enmarcados contra un fondo dorado muy brillante. Van der Weyden es ampliamente reconocido como el primero en utilizar el formato de díptico para retratos de donante y establecer convenciones que durarían hasta mediados del siglo XVI; los suyos fueron los primeros en combinar un retrato de tamaño medio (del donante) con una representación de similar tamaño de un santo o santos. El emparejamiento con la tabla de María insinúa que se aparece como una visión ante el donante durante su oración.

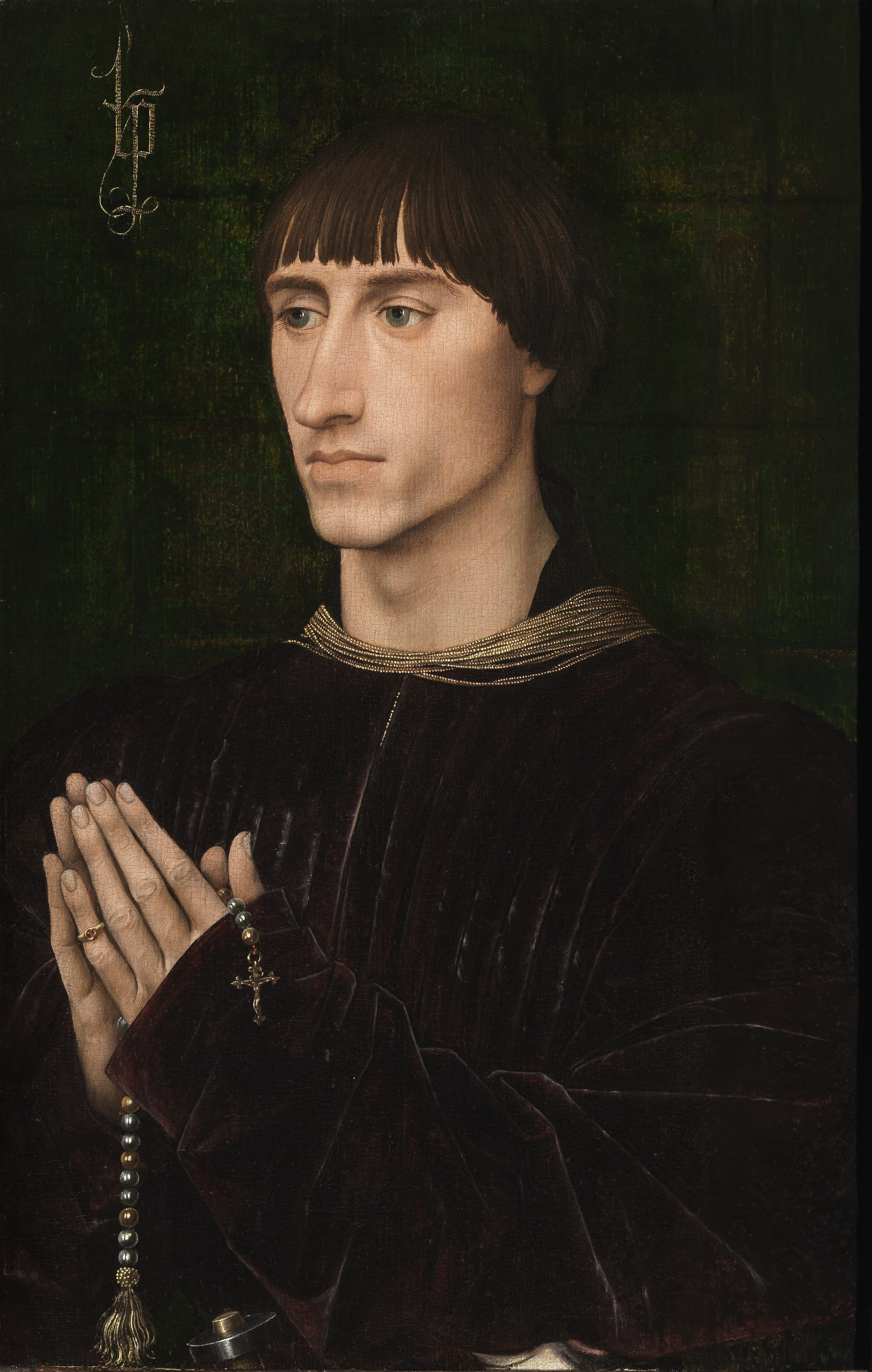
Retrato de Felipe de Croÿ.

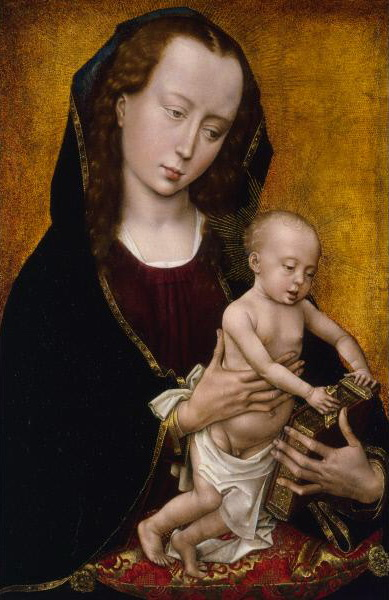
Virgen con el Niño.

El monograma plateado en la parte superior izquierda en el panel de De Croÿ no ha sido definitivamente interpretado, pero es muy similar a otros encontrados en manuscritos que se sabe pertenecieron a su colección. Al igual que Felipe el Bueno, de Croÿ era un noble culto, fuertemente interesado en y mecenas y coleccionista de obras de arte. Actuó como soldado y más tarde como embajador, mientras al mismo tiempo era un bibliófilo y coleccionista notable de manuscritos iluminados. Reunió una biblioteca renombrada; se cree que la inclusión de un libro lujosamente elaborado en el panel de María tenía la intención de adularle.

### Virgen y Niño

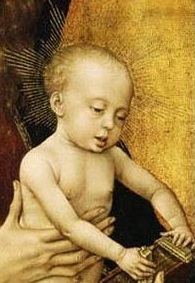
Detalle del panel de la Virgen y el Niño, mostrando el halo formado por rayos de luz dorados que irradian desde su cabeza hacia afuera.

A principios del siglo XV el papel de María como posible intercesora ante Dios creció en importancia entre los miembros de la fe católica. El concepto de purgatorio como estado intermedio que cada alma humana debe pasar antes del definitivo ingreso en el Cielo, estaba ya en todo su apogeo. Se creía que el tiempo que cada persona necesitaría padecer en el limbo era proporcional a su exhibición de devoción en su vida en la tierra. La oración era el medio más obvio para disminuir el tiempo en el limbo, pero los más acomodados la sustituían por encargar iglesias u obras de arte sacras, o retratos devocionales. María, aunque poco representada en los evangelios, desarrolló un culto a partir del siglo XIII, basado principalmente en la idea de la Inmaculada Concepción y su Ascension al Cielo. Así, en una cultura que veneraba la posesión de reliquias como medio para acercar lo terrenal a lo divino, María no había dejado reliquias físicas, asumiendo así una posición especial entre el Cielo y la humanidad.
La veneración que se desarrolló a su alrededor en la época condujo a una gran demanda de retratos de donante con el comitente mostrando su devoción. van der Weyden respondió con retratos marianos de tamaño medio que se hacían eco del estilo y colorido de los iconos bizantinos entonces populares en Italia como pinturas "de milagro". El formato se volvió extremadamente popular en el norte, y su innovación es una importante contribución a la generalización del díptico devocional como uno de los principales soportes de la pintura del flamenco temprano hasta mediados del siglo XVI.
María es mostrada contra un fondo dorado, sosteniendo con una mano al Niño. Lleva un manto oscuro con capucha sobre un vestido rojo. El infante se para de pie sobre un cojín rojo y amarillo ricamente decorado y bordado. Es mostrado inquieto y enérgico, jugando con los cierres del libro de oración de su madre. Ambas figuras tienen halos como finos rayos dorados que irradian de sus cabezas. María comparte muchas de las características faciales idealizadas vistas en las Vírgenes de los últimos años de van der Weyden; ojos rasgados, una frente alta y cejas arqueadas y simétricas.
La pintura apareció por primera vez en 1892 como parte de la colección de Henry Willett en Brighton. Pasó a través de la colección Kann a París, y en la actualidad se exhibe en la Biblioteca Huntington en San Marino, California.

### Philipe de Croÿ

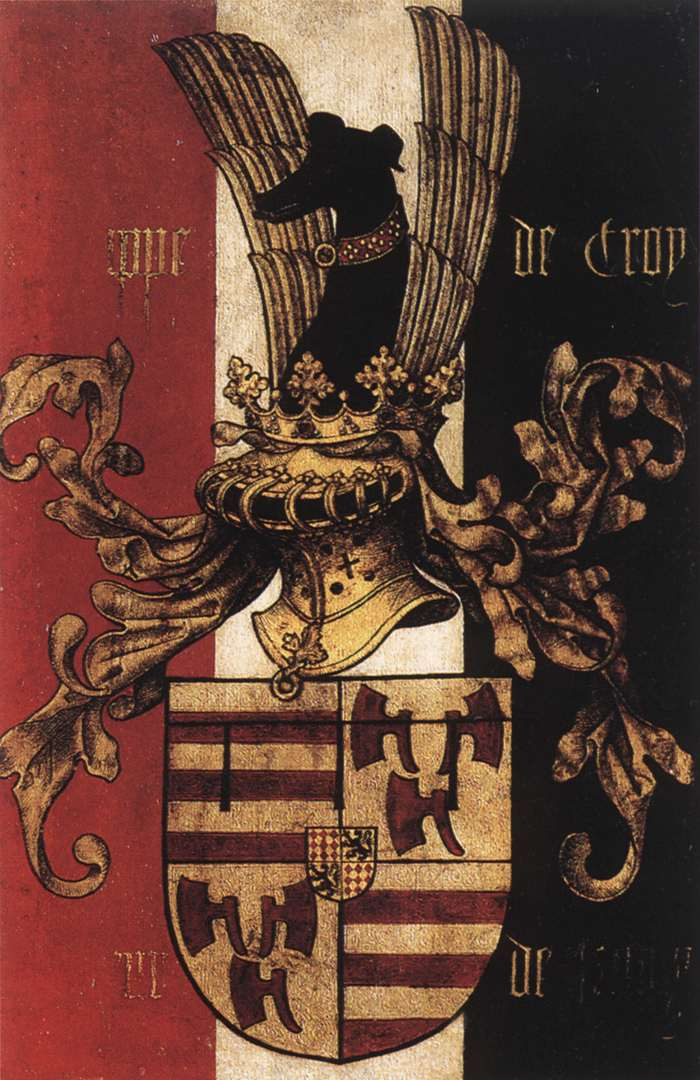
El blasón mostrado en el revés del panel de De Croÿ.

De Croÿ lleva un jubón morado oscuro de terciopelo. Sus manos se alzan juntas en oración. Sujeta un rosario entre sus pulgares y dedos índices, cuyas cuentas reflejan la luz que cae sobre él. Un extremo de la cuerda acaba en una borla dorada trenzada, y la otra en un crucifijo de oro. El retrato está puesto contra un fondo que simula una tela verde plateada, pintada mediante esmalte verdigrís, donde se proyecta su sombra. Su calidad, sutileza y artesanía solo se reveló en una restauración a finales del siglo XX; al retirar las capas de suciedad acumulada, que habían hecho creer que el retrato estaba ante un simple fondo oscuro. Lo decora un monograma qué no ha sido todavía positivamente identificado, a pesar de que  aparece en manuscritos que Felipe poseyó.
Van der Weyden halaga al retratado omitiendo la gran nariz y mentón del joven, presentándole en el cuadro como un noble refinado y piadoso. El artista dignificaba habitualmente a sus retratados suavizando sus rasgos, mostrando dedos delicados y otras idealizaciones que el comitente no poseía en la vida real. Esta tendencia puede ser vista por la descripción de De Croÿ como de mandíbula fuerte y nariz esculpida.
La pintura data aproximadamente de finales de los 1450 o principios de los 1460 por el corte de pelo de De Croÿ. Un corte de tipo monacal lucido por los nobles borgoñones de la época. El corte es muy parecido al de Nicolas Rolin en la obra de van Eyck de hacia 1435 Virgen del canciller Rolin, aun así evolucionó y el corte de Croÿ no es tan severo o pronunciado, e incluye un flequillo más largo que habría resultado atrevido unos años antes. Esto confirma que el retratado es borgoñón y no un visitante extranjero; el blasón familiar sobre la cara exterior así como sus características faciales noreuropeas apuntan contra esta posibilidad.